# ASD Sora Calcio 1907
Associazione Sportiva Dilettantistica Sora Calcio 1907, zkráceně jen Sora je italský fotbalový klub hrající v sezóně 2024/25 ve 4. italské fotbalové lize sídlící ve městě Sora v regionu Lazio.

## Změny názvu klubu
- 1907/08 – 1956/57 – CG Calcio Sora (Club Ginnastica e Calcio Sora)
- 1957/58 – 1985/86 – US Sora (Unione Sportiva Sora)
- 1986/87 – 2006/07 – AS Sora (Associazione Sportiva Sora)
- 2007/08 – 2014/15 – Sora Calcio 1907 (Sora Calcio 1907)
- 2016/17 – 2018/19 – ASD Sora Calcio (Associazione Sportiva Dilettantistica Sora Calcio)
- 2019/20 – ASD L’Aquila 1927 (Associazione Sportiva Dilettantistica Sora Calcio 1907)

## Získané trofeje

### Vyhrané domácí soutěže
- 5. italská liga ( 2x )

1991/92, 2022/23

## Účast v ligách
| Úroveň soutěže | Název soutěže (nynější název) | První hraná sezona | Poslední hraná sezona | celkem odehraných sezon |
| -------------- | ----------------------------- | ------------------ | --------------------- | ----------------------- |
| 3              | Serie C                       | 1933/34            | 2004/05               | 13                      |
| 4              | Serie D                       | 1948/49            | 2024/25               | 24                      |
| 5              | Eccellenza                    | 1978/79            | 2022/23               | 16                      |